# Brandon Flowers
Brandon Richard Flowers (Las Vegas, 21 giugno 1981) è un cantante e musicista statunitense, frontman del gruppo rock statunitense The Killers.

## Biografia
In giovane età, grazie al fratello, inizia a interessarsi alla musica vedendo i video degli Smiths e il film documentario degli U2 Rattle and Hum e conoscendo band come The Cars, The Beatles, Morrissey e The Cure.
Dopo avere lasciato il college lavora come facchino al Gold Coast Hotel and Casino di Las Vegas. Nel 2001 viene espulso dalla sua prima band, i Blush Response, per il rifiuto di trasferirsi con loro a Los Angeles, in California.

### La formazione dei The Killers (2002-presente)
Rispose a un annuncio pubblicato da Dave Keuning su una rivista. Dopo l'avvicendamento di molti bassisti e batteristi a Flowers e Keuning si unirono il bassista Mark Stoermer e il batterista Ronnie Vannucci e insieme divennero i The Killers nell'agosto del 2002.
Il 2 agosto del 2005 si sposa con Tana Munblowsky con il rito della Chiesa di Gesù Cristo dei Santi degli Ultimi Giorni. Dal matrimonio nascono tre figli: Ammon Richard (14 luglio 2007), Gunner (28 luglio 2009) ed Henry Brandon (8 marzo 2011).

### Flamingo(2010-2011)
Anticipato dal singolo Crossfire, il 6 settembre 2010 viene pubblicato il primo album solista di Flowers dal titolo Flamingo, che vede la partecipazione dell'attrice Charlize Theron. Successivamente esce un'altra canzone, estratta dal medesimo album, intitolata Only The Young. L'album, sebbene non abbia riscosso un notevole successo, è comunque riuscito a raggiungere la prima posizione in Inghilterra e in Irlanda. Questo momentaneo periodo da solista è seguito dalla reunion dei Killers nel 2011, che pubblicano Battle Born l'anno successivo.

### The Desired Effect(2015-presente)
Nel 2014, dopo avere concluso con i The Killers un breve tour di promozione del loro primo greatest hits, Direct Hits, comincia a comporre il suo secondo album da solista. Quest'ultimo, The Desired Effect, esce il 15 maggio 2015. Stando all'intervista che il cantante rilascia a NME, l'album è prodotto da Ariel Rechtshaid, e «sarà assolutamente diverso dal precedente». Il primo singolo estratto dall'album è Can't Deny My Love. Tale singolo è stato anticipato da vari teaser, pubblicati sul suo sito, in cui figura l'artista che vaga per posti desolati e oscuri. Come detto da lui stesso, il video del singolo s'ispira a Il giovane Goodman Brown, un racconto breve scritto da Nathaniel Hawthorne.

## Discografia

### Con i The Killers
- 2004 – Hot Fuss
- 2006 – Sam's Town
- 2007 – Sawdust
- 2008 – Day & Age
- 2012 – Battle Born
- 2013 – Direct Hits
- 2017 – Wonderful Wonderful
- 2020 – Imploding the Mirage
- 2021 - Pressure Machine

### Solista

#### Album in studio
- 2010 – Flamingo
- 2015 – The Desired Effect

#### Singoli
- 2010 – Crossfire
- 2010 – Only the Young
- 2011 – Jilted Lovers & Broken Hearts
- 2015 – Can't Deny My Love
- 2015 – Still Want You
- 2015 – Lonely Town
- 2015 – I Can Change